# 小河内の鹿島踊
小河内の鹿島踊（おごうちのかしまおどり）は、東京都西多摩郡奥多摩町の小河内ダム南岸の日指・岫沢・南の3集落の氏神である加茂神社の祭礼（旧暦の6月15日）に行われていた民俗芸能の鹿島踊、ダム建設で小河内地区が湖底に沈み全戸転出した以後は、毎年9月15日に小河内神社で行われている。

## 保護
1970年（昭和45年）には、他の33件の民俗芸能とともに無形文化財の保護対象として、記録作成などに対して初の国庫補助が行われることが決定。1980年（昭和55年）には重要無形民俗文化財に指定され、2022年（令和4年）に風流踊の一つとしてユネスコ無形文化遺産登録された。保護団体は小河内の郷土芸能保存団体協議会。

## アクセス
- JR東日本・青梅線奥多摩駅から、西東京バス 留浦・丹波・小菅行き、小河内神社下車